# Cruscades
Cruscades es una localidad  y comuna francesa, situada en el departamento del Aude en la región de Languedoc-Rosellón.
A sus habitantes se les conoce por el gentilicio Cruscadéls.

## Demografía
| 349 | 374 | 341 | 290 | 289 | 324 | 412 |
| Para los censos de 1962 a 1999 la población legal corresponde a la población sin duplicidades (Fuente: INSEE [Consultar]) |     |     |     |     |     |     |

(Población sans doubles comptes según la metodología del INSEE).